# 小行星17965
小行星17965（17965 Brodersen）是一颗绕太阳运转的小行星，为主小行星带小行星。该小行星于1999年5月10日发现。

## 轨道参数
小行星17965的轨道半长轴为2.6081561 UA，离心率为0.126。